# Hydraena hungarica
Hydraena hungarica är en skalbaggsart som beskrevs av Claudius Rey 1884. Hydraena hungarica ingår i släktet Hydraena och familjen vattenbrynsbaggar. Inga underarter finns listade i Catalogue of Life.